# Sambenedettese Calcio 1990-1991
Questa pagina raccoglie le informazioni riguardanti la Sambenedettese Calcio nelle competizioni ufficiali della stagione 1990-1991.

## Rosa
| N. |                   | Ruolo | Calciatore            |
| -- | ----------------- | ----- | --------------------- |
|    | Italia (bandiera) | D     | Marco Bignone         |
|    | Italia (bandiera) | C     | Matteo Calvà          |
|    | Italia (bandiera) | C     | Fabio Carsetti        |
|    | Italia (bandiera) | P     | Antonio Chimenti      |
|    | Italia (bandiera) | D     | Gian Paolo De Matteis |
|    | Italia (bandiera) | D     | Mirko Fantini         |
|    | Italia (bandiera) | C     | Nicola Fiscaletti     |
|    | Italia (bandiera) | A     | Fabrizio Foglietti    |
|    | Italia (bandiera) | D     | Gennaro Grillo        |
|    | Italia (bandiera) | C     | Giuseppe Manari       |
|    | Italia (bandiera) | C     | Pasquale Minuti       |

| N. |                   | Ruolo | Calciatore         |
| -- | ----------------- | ----- | ------------------ |
|    | Italia (bandiera) | C     | Ottavio Palladini  |
|    | Italia (bandiera) | D     | Gianfranco Parlato |
|    | Italia (bandiera) | C     | Attilio Piccioni   |
|    | Italia (bandiera) | A     | Fabrizio Pisano    |
|    | Italia (bandiera) | D     | Giorgio Ripani     |
|    | Italia (bandiera) | C     | Fabio Saggiomo     |
|    | Italia (bandiera) | A     | Marco Samaritani   |
|    | Italia (bandiera) | D     | Luciano Serra      |
|    | Italia (bandiera) | C     | Moreno Solfrini    |
|    | Italia (bandiera) | A     | Maurizio Strippoli |
|    | Italia (bandiera) | A     | Alvaro Zian        |

## Risultati

### Campionato

#### Girone di andata
| 16 settembre 1990 1ª giornata | Sambenedettese | 2 – 1 | Bisceglie |  |

| 23 settembre 1990 2ª giornata | Lanciano | 1 – 1 | Sambenedettese |  |

| 30 settembre 1990 3ª giornata | Sambenedettese | 3 – 0 | Fasano |  |

| 7 ottobre 1990 4ª giornata | Vis Pesaro | 2 – 0 | Sambenedettese |  |

| 14 ottobre 1990 5ª giornata | Civitanovese | 0 – 2 | Sambenedettese |  |

| 21 ottobre 1990 6ª giornata | Sambenedettese | 2 – 1 | Jesi |  |

| 4 novembre 1990 7ª giornata | Teramo | 0 – 0 | Sambenedettese |  |

| 11 novembre 1990 8ª giornata | Sambenedettese | 3 – 0 | Altamura |  |

| 18 novembre 1990 9ª giornata | Francavilla | 4 – 1 | Sambenedettese |  |

| 25 novembre 1990 10ª giornata | Sambenedettese | 0 – 0 | Rimini |  |

| 2 dicembre 1990 11ª giornata | Martina | 0 – 0 | Sambenedettese |  |

| 9 dicembre 1990 12ª giornata | Sambenedettese | 1 – 1 | Trani |  |

| 16 dicembre 1990 13ª giornata | Sambenedettese | 0 – 0 | Giulianova |  |

| 30 dicembre 1990 14ª giornata | Vastese | 0 – 0 | Sambenedettese |  |

| 6 gennaio 1991 15ª giornata | Sambenedettese | 1 – 0 | Chieti |  |

| 13 gennaio 1991 16ª giornata | Molfetta | 0 – 0 | Sambenedettese |  |

| 20 gennaio 1991 17ª giornata | Sambenedettese | 0 – 0 | Riccione |  |

#### Girone di ritorno
| 3 febbraio 1991 18ª giornata | Bisceglie | 0 – 1 | Sambenedettese |  |

| 10 febbraio 1991 19ª giornata | Sambenedettese | 2 – 1 | Lanciano |  |

| 17 febbraio 1991 20ª giornata | Fasano | 0 – 0 | Sambenedettese |  |

| 24 febbraio 1991 21ª giornata | Sambenedettese | 1 – 1 | Vis Pesaro |  |

| 3 marzo 1991 22ª giornata | Sambenedettese | 2 – 0 | Civitanovese |  |

| 17 marzo 1991 23ª giornata | Jesi | 0 – 1 | Sambenedettese |  |

| 24 marzo 1991 24ª giornata | Sambenedettese | 0 – 0 | Teramo |  |

| 30 marzo 1991 25ª giornata | Altamura | 0 – 1 | Sambenedettese |  |

| 7 aprile 1991 26ª giornata | Sambenedettese | 3 – 1 | Francavilla |  |

| 14 aprile 1991 27ª giornata | Rimini | 0 – 0 | Sambenedettese |  |

| 28 aprile 1991 28ª giornata | Sambenedettese | 0 – 0 | Martina |  |

| 5 maggio 1991 29ª giornata | Trani | 0 – 0 | Sambenedettese |  |

| 12 maggio 1991 30ª giornata | Giulianova | 0 – 1 | Sambenedettese |  |

| 19 maggio 1991 31ª giornata | Sambenedettese | 2 – 0 | Vastese |  |

| 26 maggio 1991 32ª giornata | Chieti | 2 – 2 | Sambenedettese |  |

| 2 giugno 1991 33ª giornata | Sambenedettese | 0 – 0 | Molfetta |  |

| 9 giugno 1991 34ª giornata | Riccione | 1 – 1 | Sambenedettese |  |